# Albero Bajo
Albero Bajo (en aragonés, Albero Baixo) es un municipio de la comarca de Los Monegros, provincia de Huesca, comunidad autónoma de Aragón, España. Tiene un área 22,08 km² con una población de 134 habitantes (INE). Se encuentra próximo al canal del Flumen.

## Historia
Se tiene noticia del hallazgo de diversos restos arqueológicos pertenecientes a la Edad de los Metales por los campos de esta localidad aunque la primera noticia que se tiene de la población es del 1093, cuando es conquistada por Sancho Ramírez durante su avance hacia Wasqa. 
Tras la conquista se convirtió en una tenencia que fue cambiando de manos a lo largo del tiempo, siendo de Fortuño Sánchez de Lasaosa el 4 de diciembre del 1097 y tras su muerte de su mujer Lopa quien seguía siéndolo en el 1103 cuando Pedro I donó a Orti Ortiz, tenente Miravet y miembros de los Lizana de Huesca, un terreno junto al castillo de Albero para construir unas casas de la mejor calidad posible junto con una heredad para cultivar y poblar las casas con la condición de que mantuviese un peón armado en ellas.
En el 1136 Lopa sigue siendo tenente en Albero Bajo junto con Albero Alto debido a la joventud de sus hijo Lope Fortuñones de Albero, quien fue tenente de Albero Alto 1118 y junio de 1136, y además de Horta supra Tortosa, Loarre, Peña, Pertusa, Pola, Sieso y Torreciudad, cuyas tenencias ostentó entre 1118 y 1140.
En el siglo XIII era propiedad de Jimeno Gonzáles de Pomar, mientras que en el 1429 era de Pedro de Castro, barón de Fréscano, siendo a través de él que se vinculó la población a las familias Sé y Castro, quienes también eran vizcondes de Ebol e Illa en Cataluña.

## Patrimonio

###### Iglesia parroquial de Nuestra Señora de La Rosa
Se trata de una iglesia románica de los siglos XII-XIII, se encuentra situada en un lugar elevado fuera del núcleo urbano. Es un edificio de pequeñas proporciones, construido en piedra arenisca bien trabajada, en cuyos sillares podemos ver todavía numerosas marcas de cantero.
Tiene su ingreso en el lado sur a través de una portada abocinada de arco de medio punto con tres arquivoltas que se apoyan en sus respectivos capiteles y columnas sencillas, excepto la central. En los muros laterales, se abrieron posteriormente diversas capillas poco profundas, adornadas con altares modernos. 
La torre, que se inició del 1884 quedó inconclusa. Se trata de una construcción de planta cuadrada que se eleva únicamente hasta la línea del tejado que todavía conserva las huellas de una escalera de madera en el exterior. Una hilera de ménsulas sencillas, unas originales y otras colocadas a finales del siglo XIX, sostiene el alero de piedra alrededor de todo el edificio.

###### Castillo de Albero Bajo
También conocido como Castillo de los Sé y Castro, son los restos del palacio señorial fortificado del siglo XV y que actualmente se encuentra casi completamente asimilado por el edificio construido sobre los restos, aunque se puede observar el arranque de una de las torres y dos paños originales de otra.

## Geografía humana

### Demografía
Cuenta con una población de 111 habitantes (INE 2024).
| Gráfica de evolución demográfica de Albero Bajo entre 1842 y 2021                                                     |
| |
| Población de derecho según los censos de población del INE. Población de hecho según los censos de población del INE. |

## Administración y política
| Período             | Alcalde                                              | Partido |  |
| ------------------- | ---------------------------------------------------- | ------- |  |
| 1979-1983 1983-1983 | Antonio Monesma Giménez José María Sanagustín Lalana | Ind.    |  |
| 1979-1983 1983-1983 | Antonio Monesma Giménez José María Sanagustín Lalana | Ind.    |  |
| 1983-1987           |                                                      |         |  |
| 1987-1991           |                                                      |         |  |
| 1991-1995           |                                                      |         |  |
| 1995-1999           |                                                      |         |  |
| 1999-2003           |                                                      |         |  |
| 2003-2007           |                                                      |         |  |
| 2007-2011           | Víctor Manuel Jiménez Val                            | PSOE    |  |
| 2011-2015           | Javier Miguel López Ciria                            | PSOE    |  |
| 2015-2019           | Javier Miguel López Ciria                            | PSOE    |  |

| Partido político    | Partido político                                   | 2003   | 2007   | 2011   | 2015   |
| Partido político    | Partido político                                   | Ediles | Ediles | Ediles | Ediles |
|                     | Partido de los Socialistas de Aragón (PSOE-Aragón) | 4      | 4      | 1      | 4      |
|                     | Partido Popular de Aragón (PP)                     | 1      | 1      | 1      | 1      |
|                     | Partido Aragonés (PAR)                             | —      | —      | 1      | —      |
| Total de concejales | Total de concejales                                | 5      | 5      | 3      | 5      |

## Fiestas
Celebra sus fiestas el 9 de mayo y el primer domingo de septiembre.

## Economía

### Evolución de la deuda viva municipal
| Gráfica de evolución de Deuda viva del Ayuntamiento de Albero Bajo entre 2008 y 2019                                |
| |
| Deuda viva del Ayuntamiento de Albero Bajo en miles de Euros según datos del Ministerio de Hacienda y Ad. Públicas. |